# James Vernon
James Vernon (1. dubna 1646 – 31. ledna 1727) byl anglický politik ze staré šlechtické rodiny. Byl dlouholetým poslancem Dolní sněmovny a na přelomu 17. a 18. století několikrát ministrem zahraničí a vnitra (ve dvou krátkých obdobích zastával obě funkce zároveň).

## Životopis
Pocházel ze starobylého šlechtického rodu Vernonů, byl synem námořního důstojníka Francise Vernona (†1647). Studoval v Oxfordu a Cambridge, v 70. letech se uplatnil jako diplomat v Nizozemí, v letech 1674–1678 byl tajemníkem vévody z Monmouthu a poté krátce zástupcem ministra války (1678-–679). V letech 1679–1681 byl poprvé členem Dolní sněmovny a v parlamentu zastupoval prestižní volební obvod cambridgeské univerzity. Znovu byl poslancem v letech 1685–1687 a pak dlouhodobě v letech 1695–1710. Na přelomu let 1688 a 1689 byl krátce tajemníkem Viléma Oranžského, v letech 1691–1692 doprovázel Williama Harborda na diplomatické misi do Istanbulu. Později byl tajemníkem vévody ze Shrewsbury a díky němu dosáhl dalšího vzestupu. Třikrát krátce zastával post státního podsekretáře zahraničí (1689, 1693–1694, 1694). V letech 1697–1700 byl ministrem zahraničí (Secretary of State for the Northern Department), ministrem vnitra (Secretary of State for the Southern Department, 1698–1699, 1700–1701 a 1702). V obdobích prosinec 1698 až květen 1699 a červen až listopad 1699 zastával oba úřady zároveň, od roku 1697 byl též členem Tajné rady. Po nástupu královny Anny se jako předák whigů stáhnul do ústraní, do roku 1710 nicméně zůstal poslancem a zastával podružný post na ministerstvu financí. Prosadil se jako výřečný a schopný politik, jeho pozice byla ale ze strany Viléma Oranžského degradována na postavení pouhého úředníka a často ani nebyl informován o některých důležitých krocích, přestože zastával funkci ministra. Mimo jiné byl též smírčím soudcem v Middlesexu a Westminsteru.
Z manželství s Mary Buck (†1715) měl čtyři děti, z nichž byli dva synové. Starší syn James (označovaný jako James Vernon mladší, 1677–1756) se za války o španělské dědictví uplatnil jako diplomat a byl vyslancem v Dánsku (1702–1707). Mladší syn Edward Vernon (1684–1757) vynikl jako námořní důstojník.
Jiná rodová linie Vernonů sídlila na zámku Sudbury Hall (Derbyshire), v 18. století přijala jméno Venables–Vernon a nakonec Harcourt (Edward Harcourt), z této rodové větve pocházeli významní státníci William Harcourt a Lewis Harcourt.